# Mesonefro
O mesonefro ( do grego : rim do meio) é um dos três órgãos excretores que se desenvolvem nos vertebrados . Ele serve como o principal órgão excretor de vertebrados aquáticos e como um rim temporário em répteis, pássaros e mamíferos. 
O mesonefro está incluído no Corpo de Wolff - nomeado em homenagem a Caspar Friedrich Wolff que o descreveu em 1759. (O corpo de Wolff é composto por: mesonefro + blastema paramesonefrótico).
O mesonefro atua como uma estrutura semelhante ao rim que, em seres humanos, exerce suas funções entre a sexta e a décima semanas da vida embrionária. Apesar da semelhança em estrutura, função e terminologia, no entanto, os néfrons mesonéfricos não formam qualquer parte do rim ou néfrons maduros.

## Estrutura
Nos seres humanos, o mesonefro consiste em unidades que são semelhantes em estrutura e função aos néfrons do rim adulto. Cada um deles consiste de um glomérulo, espécie de tufo de capilares que surge a partir de ramos laterais da aorta dorsal e dreno para a veia cardinal posterior; uma cápsula de Bowman, que é como uma estrutura de funil que rodeia o glomérulo; e um túbulo mesonéfrico - um tubo que liga a cápsula de Bowman ao duto mesonéfrico.
Um conjunto constituído por um único glomérulo e a cápsula de Bowman que o rodeia é chamado de "corpúsculo renal" , e uma unidade constituída por corpúsculo renal único com os seus túbulos mesonéfricos associados, que é chamado de "néfron".